# Petar Ćurić
Petar Ćurić (Pula, 8. studenoga 1979.) hrvatski menadžer i producent. Direktor 'Branding Hrvatske' Jedan od najpoznatijih aktivista za zaštitu prirode u Istri kao utemeljitelj Građanske inicijative Protiv sječe.. Nositelj je državnog Odlikovanja Reda hrvatskog pletera za zasluge u kulturi.

## Djetinjstvo i rani život
Rođen je u Puli u obitelji učitelja i prosvjetnih radnika, gdje završava Osnovnu školu 'Ivo Lola Ribar' (današnja Kaštanjer) te tri razreda Srednje glazbene škole, a maturirao je u SAD-u kroz program međunarodne razmjene učenika ('Student Exchange program') u Fairportu na sjeveru New Yorka. Petrov otac Mate Ćurić poznati je filmski kritičar, novinar i književnik, a oboje su mu roditelja, i otac i majka, diplomirani profesori književnosti. Pokojni djed Marijan Sinčić bio je direktorom Osnovne škole u Marčani, a poludjed Pavao Petric profesor i prodekan Pedagoškog fakulteta u Puli. 

## Obrazovanje i glazbena karijera
Po vokaciji akademski glazbenik i magistar struke. Magistrirao je na Sveučilištu Surrey u Engleskoj te se usavršavao u Los Angelesu (CalArts), Dallasu (University of North Texas) i Sveučilištu Michigan u SAD-u. Radio je kao profesor u Americi (Princeton High School, TX;  Charlotte Middle School, MI) u Srednjoj glazbenoj školi Ivana Matetića-Ronjgova u Puli, kao timpanist u Orkestru Opere Hrvatskog narodnog kazališta Ivana pl. Zajca u Rijeci, u Riječkoj filharmoniji te kao predavač na Akademiji za suvremenu glazbu ('The Academy of Contemporary Music'- ACM u Londonu. Koncertira od Hollywooda i Sunset Stripa, do Londona (Kraljevski glazbeni koledž, Kraljevska glazbena akademija), Grožnjana do Austrije i Italije. Prvu nagradu za izvedbu na klasičnim udaraljkama dodjeljuje mu Igor Lešnik s Muzičke akademije u Zagrebu na 34. državnom natjecanju učenika glazbe (u 50 g. postojanja natjecanja bio je prvi prvonagrađeni udaraljkaš u povijesti ovog natjecanja). Finalist je 'Yamaha Music Foundation of Europe' na Kraljevskoj Akademiji u Londonu, visoko ocjenjen i preporučen (Highly Commended) za recital na Boise Foundation Music Awards, a Glazbena akademija Sveučilišta Huddersfield nagrađuje ga nagradom Truscott za izuzetna postignuća iz svih polja glazbene djelatnosti: glazbene izvedbe, glazbene kompozicije i muzikologije. 2008. je nagrađen Vic Firth nagradom za izvrsnost u pedagoškom radu. Nastupao je s američkom gitaristicom i višestrukom dobitnicom nagrade Grammy Sharon Isbin.
Završio je jednogodišnji diplomatski studij na Diplomatskoj akademiji Ministarstva vanjskih i europskih poslova Republike Hrvatske (XVII. generacija).

## Menadžment u kulturi
Producentskim poslom bavi se od ljeta 2007. kada u suradnji s Međunarodnim kulturnim centrom Hrvatske glazbene mladeži u Grožnjanu pokreće međunarodni ljetni festival Croatia Drum Camp koji je lani upriličen petnaestu godinu zaredom. Na krilima toga uspjeha, u suradnji s Gradskim kazalištem 'Zorin dom' u Karlovcu 2014. pokreće međunarodnu ljetnu akademiju flautista Croatia Flute Academy, a godinu zatim i stručni seminar iz kulturne diplomacije 'Branding Hrvatske u svijetu' u suradnji s Nenadom Bachom, časopisom 'Poduzetnik' te ogrankom Matice hrvatske u Puli. Surađuje sa znamenitim umjetnicima iz domovine i svijeta (Jamiroquai, Dieter Flury Bečka filharmonija, Nenad Bach, Jacques Houdek, Alen Vitasović, Radojka Šverko,. Producirao je slavljeničke koncerte "50 godina karijere" hrvatske glazbene dive Radojke Šverko u pulskom INK te sa Zagrebačkom filharmonijom u Lisinskom kao koproducent. Organizirao je megakoncert Proslave 25 godina solo-karijere Alena Vitasovića u Istarskom narodnom kazalištu.

## Društveni angažman
- Član Upravnog vijeća Državnog arhiva u Pazinu[12]  (2019-2023)
- Član Radne skupine Predsjednice Republike Hrvatske za razvoj identiteta i brenda Republike Hrvatske[13][14] (2018-2020)
- Član Kulturnog vijeća za inovativne umjetničke prakse Ministarstva kulture Republike Hrvatske[15]  (2017-2021)
- Vijećnik u Gradskom vijeću i potpredsjednik Odbora za nagrade i priznanja Grada Pule[16][17] (2017-2021)
- Jedan od osnivača Saveza europskih regija (AER-Youth) kao izaslanik Istarske županije (Wiesbaden, 25.11.2008.)
- Zamjenik predsjednika Županijskog savjeta mladih Istarske županije, prvi saziv (2007-2009)

## Nagrade i priznanja
- Državno odlikovanje Red hrvatskog pletera za iznimne zasluge u promociji hrvatske kulture[18]
- Medalja Karlovačke županije za poseban doprinos u edukaciji mladih[19]
- Medalja Grada Karlovca za izvrsnost na polju međunarodne kulturne suradnje[20]
- Plaketa za doprinos od osobitog značaja za razvitak i ugled Općine Grožnjan[21]

## Vanjske poveznice
- Službeni Facebook (hrv.)
- Službeni Instagram (hrv.)
- Službeni Twitter (hrv.)
- Istrapedia, istarska on-line enciklopedija (hrv.)